# Any Minute Now
Any Minute Now è un album del gruppo Soulwax. È stato pubblicato il 23 agosto 2004 con l'etichetta discografica PIAS.

## Tracce
1. E Talking
2. Any Minute Now
3. Please Don't Be Yourself
4. Compute
5. Krack
6. Slowdance
7. A Ballad To Forget
8. Accidents And Compliments
9. NY Excuse
10. Miserable Girl
11. YYY/NNN
12. The Truth Is So Boring
13. Dance 2 Slow